# Jackson Analogue
Jackson Analogue sind eine britische Rockband und kommen von der Isle of Wight, einer kleinen Insel im Süden Englands. Musikalisch sind sie nach eigenen Aussagen geprägt von Creedence Clearwater Revival und Grunge sowie von Muddy Waters. Die Musik lässt sich wohl am ehesten als Rock einordnen, wobei die Band, wie der Name schon verrät, Wert darauf legt möglichst viel mit analogen Mitteln aufzunehmen.
Ihr Debüt-Album „And Then, Nothing“ (2007) produzierten sie in Eigenregie. Nachdem sie einige Schwierigkeiten mit ihrem anfänglichen Label hatten, brachten sie den Silberling auf ihrem eigens gegründeten I Hear Music Label heraus.

## Diskografie

### Alben
- 2007 And Then, Nothing

### Singles
- 2007 "Stop"